# Hôtel de préfecture de la Meuse

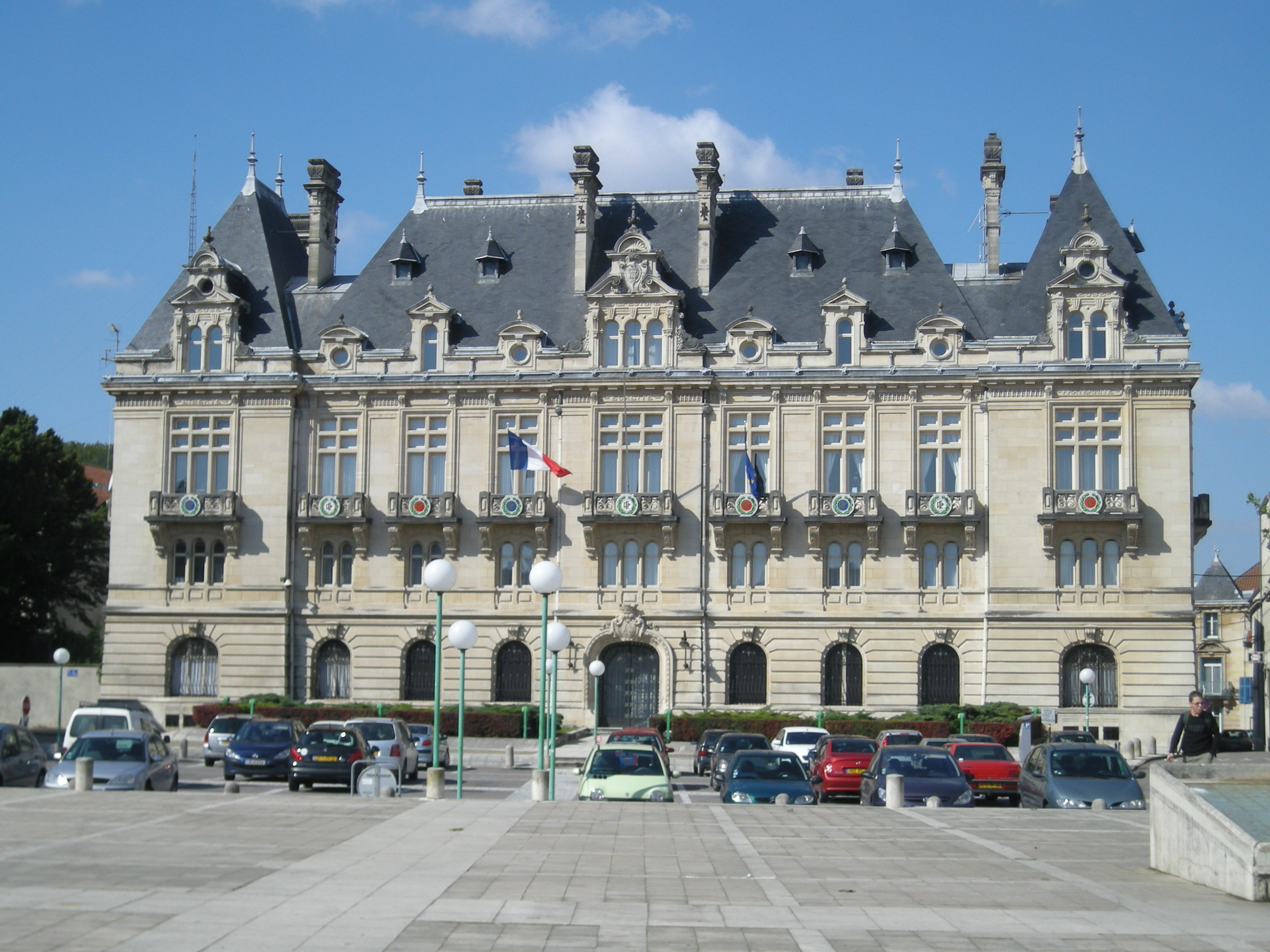
Hôtel de préfecture de la Meuse in Bar-le-Duc

Das Hôtel de préfecture de la Meuse in Bar-le-Duc, einer französischen Stadt im Département Meuse in Lothringen, wurde Anfang des 18. Jahrhunderts errichtet. Das ehemalige Hôtel particulier an der Rue du Bourg Nr. 40/42 wurde 1992 als Monument historique in die Liste der Baudenkmäler in Frankreich aufgenommen.
Die Fassade des zweigeschossigen Stadtpalastes im Stil des Klassizismus entstand 1821.
Von 1904 bis 1908 wurde der Gebäudekomplex, der einen Innenhof besitzt, nach Plänen des Architekten Charles Royer vergrößert.
Seit dem 19. Jahrhundert war hier die École normale d’ìnstitutrice (Pädagogische Hochschule) untergebracht. Nach der Restaurierung durch den Architekten Dominique Perrault im Jahr 1991 wurde im Gebäudekomplex die Départementverwaltung eingerichtet.